# Lewiston (Schottland)
Lewiston, schottisch-gälisch: Blàr na Maigh, ist ein kleines Dorf in der schottischen Council Area Highland. Historisch lag es in der traditionellen Grafschaft Inverness-shire. Lewiston befindet sich etwa 25 km südwestlich von Inverness unweit des Ufers von Loch Ness.
Es grenzt im Norden an den Ort Drumnadrochit. In unmittelbarer Nähe befindet sich Urquhart Castle.